# Скороходько Едуард Федорович
Скорохо́дько Едуа́рд Фе́дорович (16 вересня 1929, Котовськ, тепер Одеської області — 3 квітня 2008, Київ) — український мовознавець, доктор філологічних наук з 1972 року, професор з 1981 року. У 1953 році закінчив Київський університет. У 1959—1989 роках працював завідувачем відділу документів інформаційних систем Інституту кібернетики АН УРСР, з 1989-го — завідувач відділу лінгвістичних проблем інформаційного пошуку НВО «Міськ-системотехніка» (Київ), з 1995-го — професор Київського університету імені Тараса Шевченка. З 1999 року — ректор Українського інституту лінгвістики і менеджменту (Київ).
Досліджував проблеми перекладу, термінології (зокрема української), автоматизації перероблення текстової інформації. Автор оригінальної концепції мережевого моделювання мови, концепції сегментації тексту, алгоритмів повнотекстового пошуку, лінгвістичної теорії мовного забезпечення інформаційних систем. Зробив значний внесок у розроблення засад термінознавства.
Володів англійською, французькою, італійською, іспанською, німецькою та польською мовами.
Автор 124 статей, 9 монографій, 4 навчальних посібників. Підготував 18 кандидатів та 2 докторів філологічних наук.

## Праці
- «Питання перекладу англійської технічної літератури (переклад термінів)» (1963) (рос.)
- «Питання теорії англійського словотвору і її застосування до машинного перекладу» (1964) (рос.)
- «Про нормалізацію термінології (словотворчі моделі українських науково-технічних термінів)» (1964)
- «Лінгвістичні основи автоматизації інформаційного пошуку» (1970)
- Adaptive method of automatic abstracting and indexing (1972)
- «Семантичні мережі й автоматична обробка тексту» (1983) (рос.)
- «Мережеве моделювання лексики: лінгвістична інтерпретація параметрів семантичної складності» (1995)
- «Семантична продуктивність і семантична ємність слова в загальновживаній і термінологічній лексиці» (1997) (рос.)